# Storia filosofica dei secoli futuri
Storia filosofica dei secoli futuri è un breve romanzo filosofico e fantapolitico del 1860 scritto da Ippolito Nievo. È considerato uno dei principali romanzi italiani ottocenteschi anticipatori della fantascienza.
Tratteggia la storia futura dell'Italia dall'anno 1860 al 2222.
Pur presentandosi in veste satirica e umoristica, l'opera di Nievo tocca temi politici, sociali e culturali di grande rilievo e anticipa numerosi fatti storici futuri, tra i quali l'unificazione italiana, il traforo del canale di Suez, la colonizzazione dell'Egitto, la fine del potere temporale dei papi, la guerra franco-tedesca del 1870, la laicizzazione della cultura, la nascita dell'Unione europea, l'invenzione di robot o esseri artificiali (chiamati "omuncoli", "uomini di seconda mano" o esseri ausiliari), la diffusione dei narcotici, l'alienazione e l'anomia della società contemporanea.

## Trama
Nel romanzo è descritta la cronaca futura dell'Italia dall'anno 1860 al 2222, redatta da Vincenzo Bernardi di Gorgonzola, nell'anno dell'Era Volgare 2222. Egli dichiara di aver ottenuto la narrazione attraverso un esperimento chimico-filosofico, mescolando "mezz'oncia di fosforo e una dramma di plutonio" e sottoponendo la miscela a una "temperatura media condensata e avvicendata di trecentosessantatré inverni e di trecentosessantatré estati". La narrazione è suddivisa in periodi storici.

### Dalla Pace di Zurigo alla Pace di Lubiana
Il racconto inizia con la descrizione di un'epoca in cui "i dissidii fra le nazioni erano terminati con un mezzo spicciativo, che si chiamava la guerra". Tuttavia, "i più turbolenti e cattivi l'avevano adoperata a loro totale beneficio ed a scapito dei tranquilli e dabbene". Nel 1859, "i tranquilli e dabbene" iniziarono a "imparare dai loro oppressori, rendendo ad essi, come si dice, pan per focaccia". Questo periodo culmina con la "Pace di Lubiana", che segna la fine delle ostilità.

### Dalla Pace di Lubiana alla federazione di Varsavia (1960)
Successivamente, si assiste alla formazione della "federazione di Varsavia", un'alleanza tra diverse nazioni europee. In questo periodo, "gli uomini sono ora venuti a tale, che sembrerebbe quasi una fortuna non poter avere più potenza contro di loro". La società si evolve verso una maggiore cooperazione e armonia tra i popoli.

### Dalla federazione di Varsavia alla rivoluzione dei contadini (2030)
Nel 2030, si verifica la "rivoluzione dei contadini", un movimento che porta a significativi cambiamenti sociali. I contadini, "sciolti dai pregiudizii dei secoli passati", si liberano "da un ammasso di cognizioni inutili e dannose", contribuendo alla costruzione di una società più equa.

### Creazione e moltiplicazione degli omuncoli (2066-2140)
Tra il 2066 e il 2140, si assiste alla creazione e moltiplicazione degli "omuncoli", o "uomini a macchina". Questi esseri artificiali, "di seconda mano", sono utilizzati per svolgere lavori manuali, permettendo agli esseri umani di dedicarsi ad attività intellettuali e spirituali. Tuttavia, l'eccessiva dipendenza da questi automi porta a nuove sfide per la società.

### Dal 2180 al 2222, o il periodo dell'apatia
Nel periodo finale, dal 2180 al 2222, l'umanità affronta una crisi esistenziale. Emergono problemi come "la peste apatica", "il raffreddamento sensibilissimo della superficie terrestre" e "l'aumento graduale della noia". Questi fenomeni minacciano la sopravvivenza della civiltà, portando a una riflessione profonda sul destino dell'umanità.

### Epilogo
Il narratore conclude il suo racconto esprimendo dubbi sulla veridicità della narrazione: "Sarà tutto vero? – Ai posteri l'ardua sentenza!" Egli prega che il libro sia risparmiato "dall'eccidio universale che sarà bandito da lui contro tutti i libri anteriori al 2000", affinché le future generazioni possano trarre insegnamenti da questa storia dei secoli futuri.